# 갓프리 티얼
갓프리 티얼(영어: Godrey Tearle, 1884년 10월 12일 ~ 1953년 6월 9일)은 영국의 영화배우이다.

## 생애
뉴욕에서 태어나 영국에서 자란 그는 영국 배우이자 감독인 조지 오스몬드 티얼(George Osmond Tearle, 1852–1901)과 미국 여배우 마리앤 미니 콘웨이(Marianne "Minnie" Conway, 1852-1896)의 아들이자 배우 맬콤 티얼(Malcolm Tearle)의 형제였다. 무성 영화 배우 콘웨이 티얼의 이복형이다. 그의 외할머니는 사라 크로커 콘웨이(Sarah Crocker Conway)였다.
1893년에 그는 아버지가 제작한 리처드 3세의 어린 요크 공작 리차드 왕자로 무대에 데뷔했으며, 1908년에는 로미오와 줄리엣에서 로미오 역으로 첫 영화에 출연했다. 그는 Othello, Macbeth 및 Henry V의 주연으로 무대에 등장하면서 유명한 셰익스피어 배우가 되었다. 그의 연극 경력은 1915년부터 4년 동안 Royal Artillery에 합류하면서 중단되었다. 1935년에 Bernard Merivale의 The Unguarded Hour에 출연했다.
티얼의 가장 기억에 남는 스크린 역할 중 하나는 앨프리드 히치콕의 The 39 Steps(1935)에서 그는 손가락이 없어져 적 요원의 가면을 벗긴 존경할만한 시골 지주인 조던 교수를 연기했다. 그는 One of Our Aircraft Is Missing(1942)에서 RAF 사수로, Undercover(1943년 영화)에서 독일 장군으로, 장군을 위한 메달(1944)에서 1차 세계대전 참전 용사로, 프랭클린 D. 루즈벨트로 캐스팅되었다.
티얼은 1919년 카니발에서 브로드웨이 극장에 데뷔했다. 뉴욕 타임즈의 리뷰에서 알렉산더 울콧은 다음과 같이 말했다: "어젯밤 44번가 극장에서 처음으로 뉴욕에 소개되었다. 기껏해야 여유 있고 실체가 없는 작품이며 그에게 제공하는 역할은 중요성과 기회 면에서 명백히 부차적인 것이다." 추가 브로드웨이 작품으로는 The Fake(1924), The Flashing Stream(1939), Antony and Cleopatra(1947)가 있다.